# Musica Viva (München)
Die musica viva ist eine Münchner Konzertreihe für Neue Musik. Sie wurde 1945 von Karl Amadeus Hartmann gegründet.
Seit 1948 wird sie vom Bayerischen Rundfunk veranstaltet. Neben Chor- und Orchesterkonzerten, die im Herkulessaal der Münchner Residenz stattfinden, umfasst das Programm multimediale Veranstaltungen und Studiokonzerte (früher konzipiert von Josef Anton Riedl) in der Muffathalle, in Münchner Kirchen, im Marstalltheater und im Kultur- und Bildungszentrum Gasteig.
Sie gilt neben den Donaueschinger Musiktagen, den Ferienkursen in Darmstadt und den Wittener Tagen für zeitgenössische Musik als die bedeutendste Konzertreihe der zeitgenössischen Musik mit Schwerpunkt auf der Orchestermusik.

## Künstlerische Leitung
- 1945–1963: Karl Amadeus Hartmann
- 1963–1978: Wolfgang Fortner
- 1978–1997: Jürgen Meyer-Josten
- 1997–2011: Udo Zimmermann
- Seit 2011: Winrich Hopp

## Uraufführungen
- Vykintas Baltakas: Scoria. UA 2010. Dirigent: Lucas Vis
- Nikolaus Brass:
  - L’inferno – Landschaft für Orchester. UA 2007. Symphonieorchester des Bayerischen Rundfunks, Dirigent: Johannes Kalitzke
  - Der Garten (2010). UA 16. Juni 2012, Herkulessaal. Neue Vocalsolisten, Symphonieorchester des Bayerischen Rundfunks, Dirigent: Péter Eötvös
- John Cage:
  - 44 Harmonies from Apartment House 1776 (1976). UA 17. Dezember 2011, St. Ursula. Arditti Quartett
  - Eighty (1992). UA 28. Oktober 2011, Herkulessaal. Symphonieorchester des Bayerischen Rundfunks, Dirigent: David Robertson
- Anders Eliasson: Symphonie Nr. 4. UA 12. Januar 2007. Symphonieorchester des Bayerischen Rundfunks, Dirigent: Christoph Poppen
- Georg Friedrich Haas: Ich suchte, aber ich fand ihn nicht (2012). UA 15. Juni 2012, St. Michael. Ensemble MusikFabrik, Dirigent: Emilio Pomàrico
- Philippe Manoury: Zones de turbulences (2013). UA
- Eduardo Moguillansky: NW (2011/12). UA 16. Februar 2012, Muffathalle. Ensemble Mosaik, Dirigent: Enno Poppe
- Tristan Murail: Le désenchantement du monde (2011/12). UA 4. Mai 2012, Herkulessaal. Pierre-Laurent Aimard, Symphonieorchester des Bayerischen Rundfunks, Dirigent: George Benjamin
- Younghi Pagh-Paan: Hohes und tiefes Licht (2009-11). UA 14. Januar 2012, Herkulessaal. Mitglieder des ensemble recherche, Symphonieorchester des Bayerischen Rundfunks, Dirigent: Emilio Pomàrico
- Enno Poppe:
  - Welt (2011/12). UA 17. Februar 2012, Herkulessaal. Symphonieorchester des Bayerischen Rundfunks, Dirigent: Stefan Asbury
  - Ich kann mich an nichts erinnern UA 15. Mai 2015, Herkulessaal. Chor und Symphonieorchester des Bayerischen Rundfunks, Dirigent: Matthias Pintscher
- Wolfgang Rihm: Musik für Klarinette und Orchester – Über die Linie II. UA 1999. Solist: Jörg Widmann, Dirigent: Sylvain Cambreling
- Rebecca Saunders: Alba, für Solotrompete und Symphonieorchester. UA 2014. Symphonieorchester des Bayerischen Rundfunks, Dirigent: Péter Eötvös
- Wolfgang von Schweinitz: Plainsound Counterpoint (2010/11). UA 28. Oktober 2011, Allerheiligen-Hofkirche
- Miroslav Srnka: Speed of Truth. UA 2019. Dirigentin: Susanna Mälkki
- Iannis Xenakis: Pithoprakta. UA 1957. Dirigent: Hermann Scherchen
- Isang Yun: Konzert für Klarinette und kleines Orchester (1981). UA 29. Januar 1982, Herkulessaal. Solist: Eduard Brunner, Symphonieorchester des Bayerischen Rundfunks, Dirigent: Patrick Thomas